# På sjön
"På sjön" är en dikt av Erik Gustaf Geijer skriven 1835. En naivt enkel text: en uppmaning, en förutsägelse och en upprepning. 